# 艾奈谢
艾奈谢，是匈牙利杰尔-莫雄-肖普朗州所辖的一个村。总面积19.90平方公里，总人口1804，人口密度90.7人/平方公里（2011年1月1日）。